# Coenosia mesofulvata
Coenosia mesofulvata är en tvåvingeart som först beskrevs av Albuquerque 1959.  Coenosia mesofulvata ingår i släktet Coenosia och familjen husflugor. Inga underarter finns listade i Catalogue of Life.